# التحصيل العلمي في الولايات المتحدة

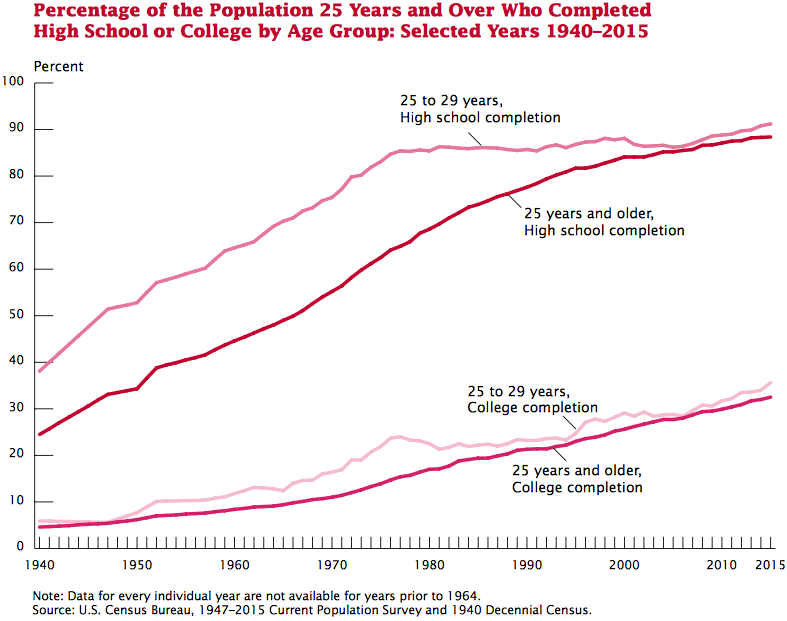
مؤشر التحصيلات العلمية في الولايات المتحدة الامريكية منذ عام 1900 حتى عام 2015

يشير التحصيل العلمي لسكان الولايات المتحدة إلى أعلى مستوى تعليمي مكتمل. يشبه التحصيل العلمي لسكان الولايات المتحدة مثيله في العديد من البلدان الصناعية الأخرى، إذ أكملت الغالبية العظمى من السكان التعليم الثانوي، والعدد المتزايد من خريجي الجامعات يفوقون عدد المتسربين من المدارس الثانوية. يقضي سكان الولايات المتحدة سنوات أكثر في البرامج التعليمية الرسمية بشكل عام. تختلف المستويات حسب العرق والعمر وتكوين الأسرة والجغرافيا، كما هو الحال مع الدخل.
تعد التركيبة السكانية ذات التحصيل العلمي الأعلى في الولايات المتحدة أيضًا التي تتمتع بأعلى دخل وثروة للأسرة عمومًا.

## النوع الاجتماعي
كانت هناك فجوة في التحصيل التعليمي بين الذكور والإناث في الولايات المتحدة على مدار الخمسين عامًا الماضية، مع تغييرات في النوع الاجتماعي الذي كان أداءه دون المستوى على مر السنين. أظهرت البيانات في سبعينيات وثمانينيات القرن العشرين، أن الفتيات تخلفن عن الذكور في مجموعة متنوعة من مقاييس الأداء الأكاديمي، وتحديدًا في درجات الاختبار في الرياضيات والعلوم.
تُظهر البيانات في العشرين سنة الماضية الاتجاه العام لتفوق الفتيات على الأولاد في التحصيل الأكاديمي من ناحية درجات الفصول في جميع المواد ومعدلات التخرج من الكلية، لكن الأولاد سجلوا درجات أعلى في الاختبارات الموحدة، ويتواجدون بشكل أفضل في مجالات العلوم والتكنولوجيا والهندسة والرياضيات ذات الأجور الأعلى والأكثر رفعة.

### الفجوة بين الجنسين في محو الأمية
تفوقت الفتيات على الأولاد في القراءة والكتابة عمومًا. ورغم كون الفجوة ضئيلة في رياض الأطفال، إلا أنها تتسع مع تقدم الطلاب في تحصيلهم العلمي. وجد تقييم القراءة الوطني لعام 2004 الذي أجرته وزارة التعليم الأمريكية، أن الفجوة بين الأولاد والفتيات، والتي لا تُلاحظ إلا قليلًا في الصف الرابع، قد جعلت الفتيان متخلفين بحوالي 14 نقطة عن الفتيات في الصف الثاني عشر.
استمرت الطالبات في تحقيق متوسط درجات أعلى في القراءة مقارنة بالطلاب الذكور في جميع الأعمار الثلاثة وفقًا لاختبار عام 2008. كانت الفجوة بين الذكور والإناث في الصف الرابع بحوالي 7 نقاط في عام 2008. وبحلول الصف الثاني عشر، كانت هناك فجوة مقدارها 11 نقطة بين الذكور والإناث.
سجل الأولاد في تقييم الكتابة الوطني لعام 2002، 17 نقطة أقل من الفتيات في الصف الرابع. زاد متوسط الفجوة إلى 21 نقطة بحلول الصف الثامن، واتسع إلى 24 نقطة بحلول السنة الأولى في المدرسة الثانوية. وقد استمرت الطالبات في تحقيق درجات أعلى من الطلاب الذكور خلال تقييم مهارات الكتابة الوطني لعام 2007، على الرغم من إغلاق بعض الهوامش عن التقييمات السابقة. كان متوسط درجات طالبات الصف الثامن أعلى بحوالي 20 نقطة عن متوسط درجات الذكور، بانخفاض نقطة واحدة عن درجة عام 2002. وبالنسبة لطلاب الصف الثاني عشر، فقد تفوقت الإناث على الذكور بمقدار 18 نقطة مقابل 24 نقطة في عام 2002.
أُجريت جميع هذه التقييمات على مقياس من 100 نقطة.

### معدلات التخرج
تفوقت النساء على الرجال بشكل عام من ناحية إكمال التعليم الثانوي وما بعد الثانوي. حصلت النساء في العام الدراسي 2015/2016 على 61% من درجات الزمالة، و57% من درجات البكالوريوس، و59% من درجات الماجستير، و53% من درجات الدكتوراه. كما لوحظ نمط مماثل في التعليم الثانوي، إذ كانت نسبة الذكور المتسربين من المدرسة الثانوية 7.1% مقابل نسبة 5.1% من الإناث.
بلغت نسبة الإناث من طلاب الجامعات للعام الدراسي 2015/2016 حوالي 56% مقابل نسبة 44% من الذكور. زاد عدد الذكور الملتحقين بالكليات بنسبة 41% بين عامي 1990 و2015، بينما ارتفع عدد الطالبات بنسبة 53%. كانت 51% من الدرجات التي حصّلها الذكور في العام الدراسي 2015/2016 هي درجات بكالوريوس، مقابل نسبة 48% بالنسبة للإناث. زادت أعداد كل من الرجال والنساء الحاصلين على درجة البكالوريوس بشكل ملحوظ اعتبارًا من عام 2006، لكن المعدل المتزايد لخريجات الجامعات يتجاوز المعدل المتزايد للذكور.
قدر مكتب تعداد الولايات المتحدة في عام 2007، أن 18,423,000 من الذكور فوق سن 18 سنة حاصلين على درجة البكالوريوس، مقابل 20,501,000 أنثى فوق سن 18 سنة حاصلة على الدرجة ذاتها. كما قلّ عدد الذكور الحاصلين على درجة الماجستير: 6,472,000 ذكر مقابل 7,283,000 أنثى. ومع ذلك، فإن عدد الرجال الحاصلين على درجات مهنية ودكتوراه أكثر من النساء، إذ حصل 2,033,000 ذكر على شهادات مهنية مقابل 1,079,000 أنثى، وحصل 1,678,000 ذكر على درجة الدكتوراه مقابل 817,000 أنثى.
كان من المتوقع أن تحصل النساء على 64.2% من درجات الزمالة، و59.9% من درجات البكالوريوس، و62.9% من درجات الماجستير، و55.5% من درجات الدكتوراه بحلول العام الدراسي 2016/2017.

## الطبقة الاجتماعية والتعليم
يعدّ التحصيل العلمي أحد المؤشرات الأساسية للطبقة الاجتماعية في الولايات المتحدة. ورغم كون نظام الطبقات الاجتماعية مفهوم تحدد بشكل غامض وحاولت تفسيره نظريات متناقضة، يبقى التحصيل العلمي أحد التقييمات العالية للطبقة الاجتماعية. لا يعدّ التحصيل العلمي العالي رمزًا للمكانة في حد ذاته فحسب، بل يرتبط ارتباطًا وثيقًا بالمؤشرين الرئيسيين الآخرين للطبقة الاجتماعية: المهنة والدخل. تُعد شهادة الدراسات العليا وما يقرب من سبع إلى ثماني سنوات من التعليم ما بعد الثانوي بمثابة المطلب الرئيسي لدخول «المهن» والانضمام إلى الطبقة المهنية المتوسطة.
يعدّ التعليم المفتاح الرئيسي في أن تصبح عضوًا أكثر امتيازًا في الطبقة الوسطى الأمريكية. يعد التحصيل التعليمي عمومًا حاجز الدخول الرئيسي إلى الأجزاء الأكثر امتيازًا من الطبقة الوسطى، لأنه- إضافة لكونه ذا قيمة عالية- شرط لتصبح محترفًا وتكسب الدخل المقابل. عادةً ما يكون هذا الدخل المقابل أعلى بكثير من دخل شخص لا يتمتع بهذا المستوى الأعلى من التحصيل العلمي في الولايات المتحدة. تشمل الاستثناءات بعض رواد الأعمال الذين يمكنهم وضع أنفسهم في أي مكان في النظام الطبقي، ولكن لا يشار إليهم عادةً على أنهم من الطبقة المتوسطة المهنية إلا إذا كانوا من المهنيين.
يعدّ التفريق بين الطبقة المتوسطة الإحصائية التي تُعرّف غالبًا على أنها تتكون من أولئك الذين ليسوا أغنياء ولا فقراء، والطبقة المتوسطة المهنية مهمًا في الولايات المتحدة. أظهرت الأبحاث الحديثة أنه ليس فقط الوسط الإحصائي للمجتمع (أصحاب دخل ما يقرب من 80% إلى 120% من المتوسط الوطني أو أعضاء الشريحة الخمسية الوسطى) لم يعد قادرًا على تحمل تكاليف نمط الحياة الدال على الطبقة الوسطى، ولكن يبدو أيضًا أن هناك فجوة دخل آخذة في الاتساع بين أولئك الذين يمكن وصفهم بأنهم من الطبقة الوسطى.
لا يعدّ التعليم وحده المطلب الرئيسي للانتماء للطبقة المهنية المتوسطة، لكنه عامل مهم لأسلوب حياة مريح وتحقيق أمن اقتصادي. قد يختبر المنتمون إلى الوسط الإحصائي الخوف من تسريح العمال وتقليص التكاليف بالإضافة إلى الاستعانة بمصادر خارجية، في حين أن بعض المنتمين إلى الطبقة المهنية المتوسطة أقل عرضة للتقلبات الاقتصادية، ومن المرجح أن يتمتعوا بدخل أعلى من المتوسط، حتى في مواجهة فترات الركود.
تواجه الطبقة المهنية المتوسطة أيضًا عمليات تسريح وإلغاء وظيفي بشكل متزايد، بسبب تقليص عدد العاملين واستبدالهم بعاملين بدوام كامل، ويتضح ذلك بشكل خاص في الكليات والجامعات، إذ كان نصف أعضاء هيئة التدريس بحلول عام 2009، بدوام جزئي، وربع آخر كانوا بدوام كامل ولكن بعقود قصيرة الأجل، مما يدل على أن التعليم المتقدم لا يرتبط بالضرورة بمرتبات عالية واستقرار اقتصادي.